# Comuna Viktorivka, Nijîn
Viktorivka (în ucraineană Вікторівка) este o comună în raionul Nijîn, regiunea Cernihiv, Ucraina, formată din satele Cervonîi Pahar, Leonidivka și Viktorivka (reședința).

## Demografie
Componența lingvistică a comunei Viktorivka
     Ucraineană (99,08%)
     Alte limbi (0,92%)
Conform recensământului din 2001, majoritatea populației comunei Viktorivka era vorbitoare de ucraineană (99,08%), existând în minoritate și vorbitori de alte limbi.